# المعهد البريطاني للأشعة
المعهد البريطاني للأشعة (بير) هو جمعية  مقرها في لندن بالمملكة المتحدة. وهو أقدم معهد من نوعه في العالم، أَنشأ في أبريل 1897.

## تاريخه
يرجع إنشاء الجمعية إلى جمعيتين منفصلتين هما «جمعية الأشعة السينية» في أبريل 1897، و «جمعية رونتجن». وكلاهما تشكلت في أعقاب اكتشاف الأشعة السينية من قبل ويلهلم رونتجن في عام 1895. تأسست هذه الأخيرة من قبل الدكتور جون ماكنتاير في عام 1897. وكان أول شخص في بريطانيا يستخدم الأشعة السينية، وذلك باستخدام المعدات التي أنشأها ويليام تومسون واللورد كلفن في مستشفى غلاسكو الملكي في 5 فبراير 1896.
ثم أَضبف الطابع الرسمي على المعهد البريطاني للأشعة في عام 1927 عند اندماج الجمعتين. ثم أصبح المعهد البريطاني للأشعة جمعية خيرية مسجلة في عام 1963.

## رؤساء سابقون بارزون
- 1897-98 سيلفانوس تومبسون [7]
- 1907-08 ويليام داديل [7]
- 1922-23 السير همفري رولستون [7]
- 1923-24 سير أوليفر لودج [7]
- 1972-73 روبرت شتاينر [7]
- 1973-74 فرانك فارمر [8]
- 2003-04 جانيت زوج [7]

## المنشورات
ينشر المعهد البريطاني للاشعة العديد من المجلات العلمية منها:
- المجلة البريطانية للطب الاشعاعي، [9] الجريدة الرسمية للمعهد البريطاني للطب الاشعاعي.[10]
- الجريدة الرسمية للرابطة الدولية للطب الإشعاعي (IADMFR).[11]